# Petrus Rotius
Petrus Rotius (Kortrijk, ca. 1510 - Wenen, 1580) of Petrus A Rotis en oorspronkelijk Pieter de Rots, was een Zuid-Nederlands humanist.

## Levensloop
Rotius werd doctor in de rechten en was daarnaast musicus en dichter. Hij behaalde in 1550 de titel magister artium aan de Universiteit van Wenen, waar hij bleef als docent burgerlijk recht. In 1564 werd hij decaan van de rechtsfaculteit. Hij publiceerde verschillende traktaten in het Latijn.

## Publicatie
- De iure et injuriae sacerdotibus, 1557.